# Akaska
Akaska é uma cidade  localizada no estado norte-americano de Dakota do Sul, no Condado de Walworth.

## Demografia
Segundo o censo norte-americano de 2000, a sua população era de 31 habitantes.
Em 2006, foi estimada uma população de 30, um decréscimo de 1 (-3.2%).

## Geografia
De acordo com o United States Census Bureau tem uma área de
1,8 km², dos quais 1,8 km² cobertos por terra e 0,0 km² cobertos por água.

## Localidades na vizinhança
O diagrama seguinte representa as localidades num raio de 32 km ao redor de Akaska.